# Lucas Gauricus

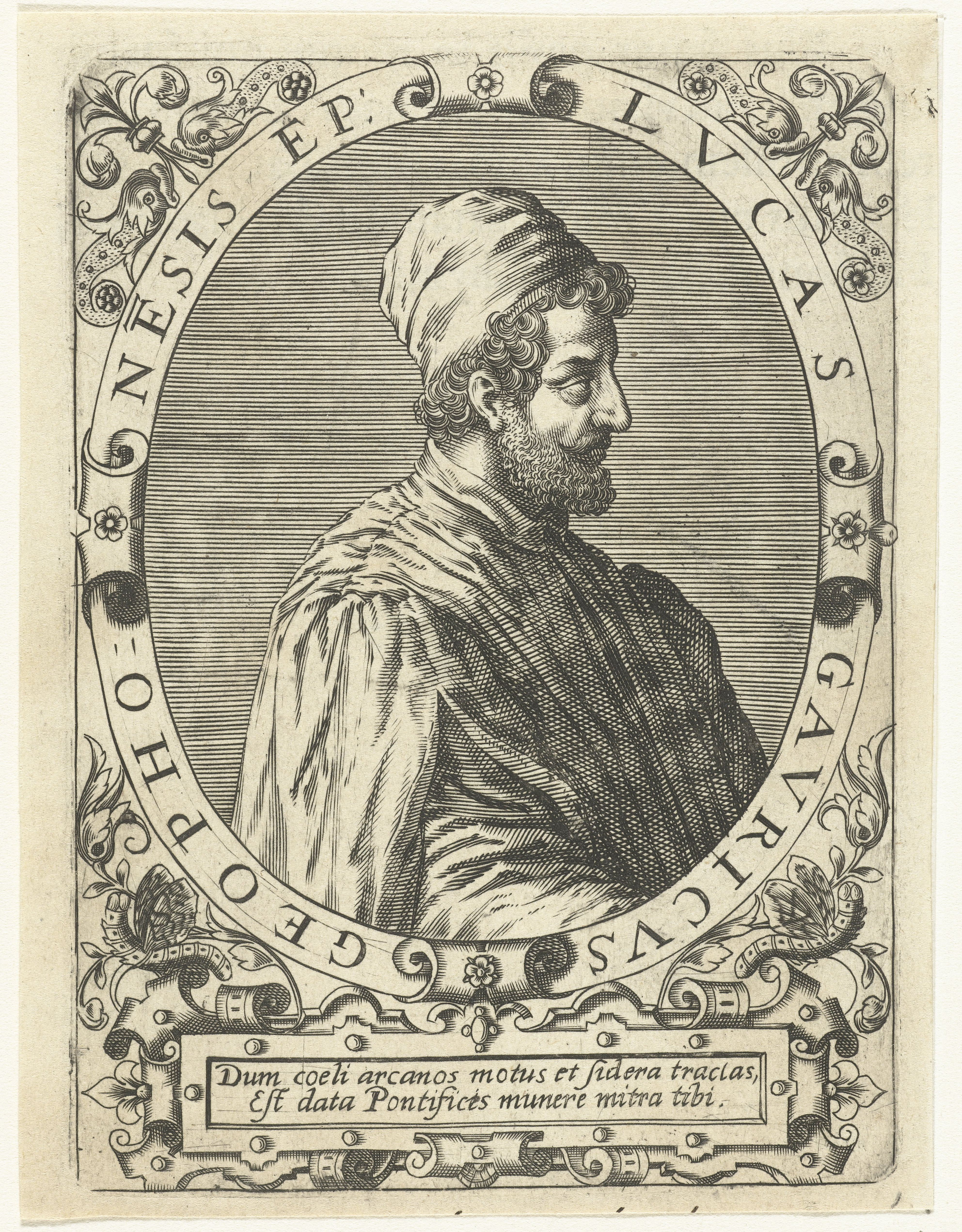
Lucas Gauricus

Lucas Gauricus (italienisch Luca Gaurico, * 12. März 1476 in Giffoni; † 6. März 1558 in Rom) war ein katholischer Bischof, Mathematiker, Astronom und Astrologe.

## Leben
Im Jahre 1497 ging Gauricus nach Padua, um dort zusammen mit seinem Bruder Pomponio Medizin zu studieren. Er wurde vermutlich 1503 promoviert und hatte inzwischen begonnen, sich für Mathematik und Astrologie zu interessieren.
1506 hatte Gauricus in Bologna dem dortigen tyrannischen Herrscher Giovanni II. Bentivoglio ein Ende seiner Herrschaft noch im selben Jahr vorausgesagt, woraufhin dieser ihn foltern ließ. Tatsächlich machte Papst Julius II. Bologna im Jahre 1506 unterwürfig, womit sich Gauricus’ Vorhersage bestätigte und er seinen Ruhm begründete. In der Folgezeit verschrieb er sich immer mehr der vorhersagenden Astrologie und stieg zu einem gefragten Astrologen auf. Er wirkte unter anderem in Rom, Ferrara, Mantua und Venedig, zudem ist ein Besuch in  Regensburg und Wittenberg im Jahre 1532 überliefert. Auch Päpste versicherten sich seiner astrologischen Dienste. Papst Paul III. verlieh ihm am 14. Dezember 1545 das Bischofsamt in San Paolo di Civitate, das er bis 1550 innehatte. Er starb am 6. März 1558 in Rom und wurde dort in der Kirche Santa Maria in Aracoeli beigesetzt.
Seine bekanntesten astrologischen Schriften sind Opera Omnia, in der das astrologische Wissen seiner Zeit zusammengefasst ist, sowie das Tractatus Astrologicus (1552), in dem er zahlreiche Horoskope bekannter Zeitgenossen aufgestellt hatte.
Der Mondkrater Gauricus ist nach ihm benannt.

## Werke

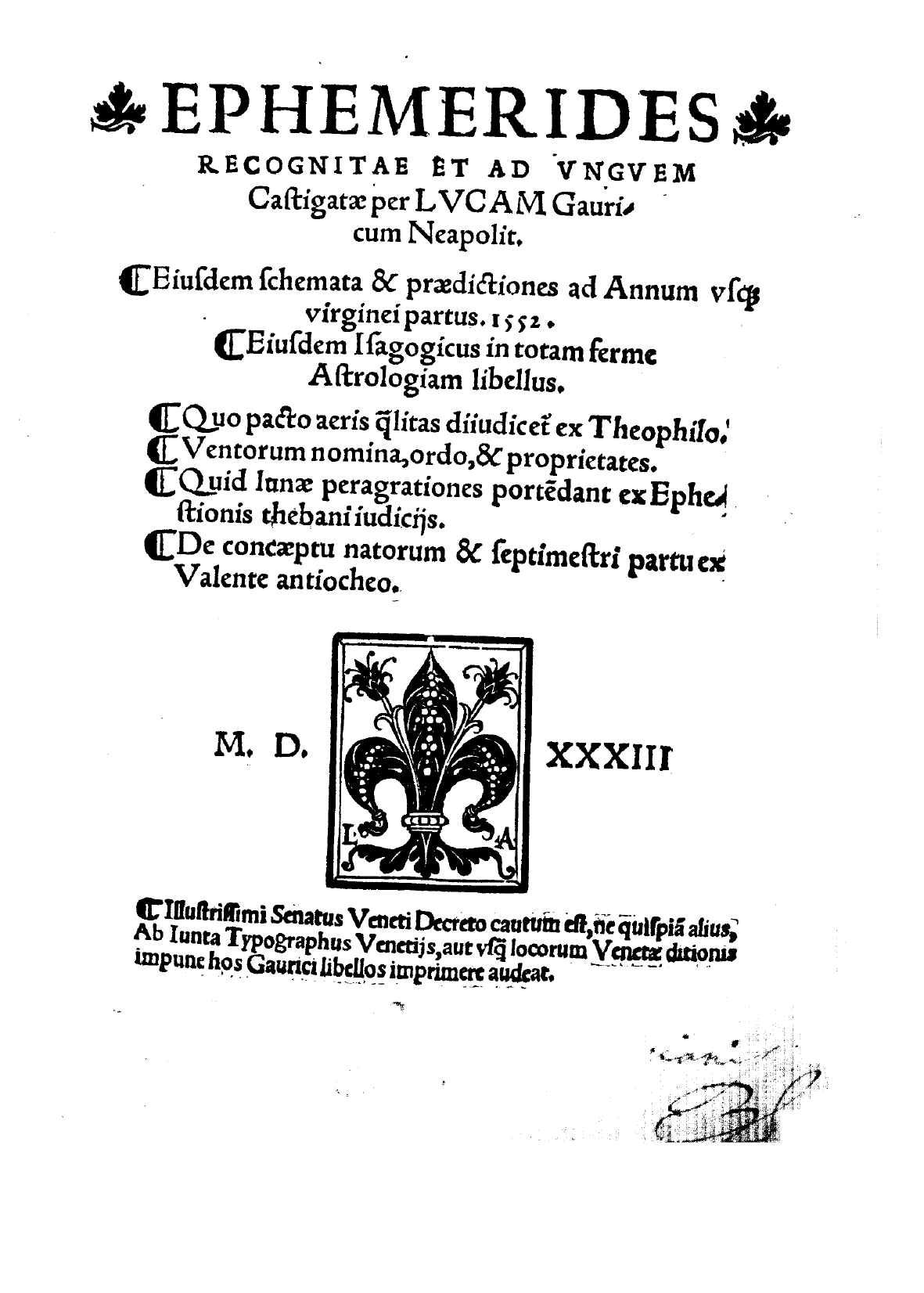
Ephemerides recognitae et ad unguem castigatae, 1533

- Ephemerides Recognitae Et Ad Vngvem Castigatæ, 1533 (lateinisch).
- Trattato d’astrologia judiciaria, 1539 (italienisch).
- Super diebus decretoriis quos etiam criticos vocitant axiomata, Rom 1546 (lateinisch).
- Tractatus astrologicus, Venedig 1552, in: Bibliotheca astrologica latina (lateinisch).
- Calendarium ecclesiasticum novum, Venedig 1552 (lateinisch).
- De eclipsi solis miraculosa in Passione Domini observata, 1553 (lateinisch).
- Tractatus judicandi conversiones sive revolutiones nativitatum, 1560 (lateinisch).
- Super tabulis directionum Joannis Monteregiensis quoddam supplementum necnon Tractatus iudicandi omnium aphetarum directiones, 1560 – Die Tabulae directionum sind von Regiomontanus (lateinisch).
- Directiones Progressiones Sive Inambvlationes Ascensoria Tempora Horimea Horarvm constitutio, 1560 (lateinisch).
- Opera omnia, Band 2 (lateinisch).